# Ali Baba et les Quarante Voleurs (téléfilm)
Pour les articles homonymes, voir Ali Baba.
Pour plus de détails, voir Fiche technique et Distribution.
Ali Baba et les Quarante Voleurs est un téléfilm français en deux parties réalisé par Pierre Aknine et diffusé en 2007. Il s'agit d'une adaptation du conte du même nom issu des Mille et Une Nuits.
Le film se déroule en l'an 800. Ali Baba, un simple bûcheron de Bagdad, découvre le secret des quarante voleurs, qui terrifient sa région : la caverne magique dans laquelle ils cachent le butin de leurs vols. Lorsqu'il y entre, il aperçoit des richesses fabuleuses, qui pourraient le sortir de sa condition.

## Synopsis
Au IXe siècle, dans les sables du Moyen-Orient, le vieil Ali Baba voyage avec sa petite-fille Kenza et accepte, pour la mille et unième fois, de lui raconter son histoire.
En l’an 800, le calife de Bagdad avait envoyé trois ambassadeurs chargés de présents à l’empereur Charlemagne, dans un but de paix. En retour, l’empereur avait envoyé deux de ses ambassadeurs, le jeune moine Séraphin et le chevalier Clodic, porter son bien le plus précieux au calife : sa croix personnelle, faite d’or et de pierres précieuses. Guidé par les trois ambassadeurs, les deux hommes s’arrêtent dans la demeure du vieux magicien Al Miradjan et de sa fille, la belle Morgiane. 
Parallèlement, Ali Baba, simple bûcheron au grand cœur, revient du marché de Bassorah avec ses deux ânes et est détroussé par une bande de quarante voleurs, dirigés par leur chef, le cruel Malik. Ce dernier mène ensuite un raid sur la fabrique de tapis d’Al Miradjan. Le magicien, ses fils et ses gens sont tués, ainsi que Clodic et les trois ambassadeurs du calife. Morgiane et les autres femmes sont capturées, puis réduites en esclavage. Seul survivant de sa délégation, Séraphin est blessé et abandonné dans le désert, sans toutefois être reconnu par Malik. Ce dernier ordonne que les ambassadeurs soient décapités et que leurs têtes soient mises dans du sel. On apprend à cette occasion que quelqu’un l’a payé pour cette attaque.
Sans eau et condamné à une mort certaine, Ali ne doit son salut qu’à l’intervention de Al Miradjan qui, réincarné en aigle, remplit sa gourde. Il demande également au bûcheron de protéger sa fille Morgiane et de sauver le monde. Perplexe, Ali rentre à Bagdad et va directement chez son frère aîné, Cassim, riche marchand d’étoffes. Ce dernier est, à l’opposé d’Ali, avare, égoïste, paresseux et colérique. Il est également marié à Ouria, bien plus jeune que lui, à laquelle il refuse son plus cher désir : avoir des enfants. Cassim répugne également à aider financièrement Ali ou même à écouter son récit.
Le bûcheron rentre chez lui, où il retrouve son épouse Yasmina et son fils Sliman. Ali se rend ensuite au palais du calife pour tenter de récupérer ses meubles, saisis par les percepteurs du vizir pour payer les impôts de la famille. Sur place, il entend une étrange conversation : le grand vizir Ya-Ya a planifié l’assassinat des ambassadeurs et prévoit de tuer le calife pour se rendre maître de l’Orient et du monde entier. Laissé troublé par cette découverte, Ali rentre chez lui et tente de trouver un autre moyen de gagner de l’argent : marier son fils à Fouzia, la fille de Youssef, un apothicaire fortuné. Ce dernier accepte l’union, à condition qu’Ali lui paye la somme de mille dinars. Pour payer le mariage, Ali tente de demander un emprunt à son frère. Ce dernier repousse son cadet avec mépris, mais Ouria tente d’aider secrètement son beau-frère, ce que dernier refuse, ne voulant pas voler Cassim, qu’il aime sincèrement malgré leurs rapports difficiles.
Au palais, le vizir Ya-Ya reçoit secrètement les têtes des ambassadeurs et en informe sa complice et amante, Zubayda, l’épouse du calife et également la mère de Malik. Les deux amants sont décidés à mener l’Orient en guerre contre Charlemagne afin de conquérir le monde.
Plus tard, alors qu’il ramasse du bois loin de Bagdad, Ali retrouve les quarante voleurs et, caché, les voit pénétrer dans une caverne en prononçant la formule « Sésame, ouvre-toi ». Après leur départ, le bûcheron y entre à son tour en utilisant la même formule et y découvre une quantité incroyable de richesses et de trésors. Émerveillé, Ali emporte mille dinars pour marier son fils, de quoi rembourser ses impôts, une bague pour sa femme, une belle croix en or (celle de Charlemagne, dérobée aux ambassadeurs par Malik), un tapis et une lampe en fer blanc. 
Sur la place du marché, Morgiane et ses compagnes sont vendues au plus offrant. Par hasard, la jeune femme est achetée par Cassim Baba qui la ramène chez lui. Malgré sa désapprobation initiale, Ouria prend rapidement pitié de la nouvelle venue, malheureuse et sans foyer, et décide de la protéger et de l’accueillir. De retour chez lui, Ali raconte tout à sa famille et enterre le trésor dans son jardin, sans toutefois leur révéler la formule magique. Par hasard, Cassim entend son histoire et demande à Ali de tout ramener à la caverne pour protéger ses proches des représailles des voleurs. Sous prétexte de ne pas vouloir mettre son frère en danger, Cassim accepte de se rendre lui-même à la caverne et y ramener la croix, le tapis et l’or, permettant à Ali de ne garder que la lampe et les mille dinars du mariage.
En réalité, Cassim désire s’emparer des richesses de la caverne et, en plus de ne rien ramener dans la cachette, y entre grâce à la formule que lui a transmis son frère et charge ses ânes du trésor des quarante voleurs. Mais ces derniers le surprennent et le tuent immédiatement, pour la plus grande colère de Malik qui ignore ainsi le nom de son voleur. Le chef s’inquiète alors, soupçonnant quelqu’un d’autre de connaître le secret de la caverne. Il ordonne alors que le corps de Cassim soit découpé et poste plusieurs hommes pour guetter l’arrivée d’éventuels complices.
Ali paie Youssef, qui accepte le mariage. Mais Sliman déchante rapidement lorsqu’il voit le visage de sa promise, qui se révèle être très laide. Le jeune homme ne renonce toutefois pas à son engagement afin de sauver sa famille de la misère et va se faire tailler un costume de marié dans la boutique de son oncle et sa tante. Il y rencontre alors Morgiane et les deux jeunes gens tombent instantanément amoureux. Ouria, qui connaît la tristesse d’un mariage arrangé, les voit se rapprocher avec tendresse. Yasmina désapprouve également le mariage de son fils, ayant, de son côté, connu un mariage d’amour avec Ali.
À la tombée de la nuit, le bûcheron est prévenu par Ouria de la disparition de Cassim, parti le matin avec dix ânes. Comprenant qu’il s’est rendu à la caverne pour la piller, Ali enfourche son âne et se rend sur place. Il y trouve avec horreur le corps découpé de son frère et est surpris par les sentinelles de Malik, qui tentent de le torturer. Mais Ali est sauvé une nouvelle fois par l’aigle Al Miradjan, qui utilise sa magie pour tuer les voleurs. 
Après avoir ramené le corps de son frère à sa famille, le bûcheron se retrouve confronté à un problème de taille : si les gens apprennent que Cassim a été tué et découpé, les voleurs connaîtront rapidement son identité et tueront tous les Baba. Morgiane propose alors de reconstituer le corps, de faire courir le bruit que Cassim est gravement malade et de faire passer sa mort pour naturelle, afin de ne pas éveiller les soupçons, ce que tout le monde accepte. La ruse fonctionne et, pour enterrer dignement son aîné, Ali fait discrètement appel à un vieux savetier aveugle pour recoudre les membres de Cassim. Durant les funérailles, l’imam annonce à Ali que, par devoir divin, il doit prendre Ouria comme seconde épouse. Le vieux bûcheron, bien que n’ayant pas de sentiments pour elle, accepte afin d’honorer la mémoire de son défunt frère et de protéger Ouria. Si cette dernière est ravie, ayant toujours apprécié Ali pour son honnêteté et sa gentillesse, Yasmina n’est pas du tout heureuse de cette nouvelle, craignant d’être délaissée par son mari au profit d’Ouria, plus jeune et plus séduisante qu’elle.
De son côté, Malik se rend secrètement au palais et y retrouve sa mère, Zubayda. Cette dernière utilise ses dons de sorcellerie et dévoile le visage d’Ali au chef des voleurs. Elle découvre aussi avec horreur que son fils a tué le magicien Al Miradjan, dont l’esprit et la puissance sont toujours présents. Elle voit aussi que Malik a involontairement laissé en vie Séraphin, le moine ambassadeur de Charlemagne. Malik décide alors de tuer le moine afin qu’il ne puisse pas rencontrer le calife et risquer de faire échouer le complot de sa mère. Il envoie alors Toufik, son bras droit déguisé en pèlerin, dans le marché de Bagdad afin d’enquêter sur l’homme qui a pillé leur cachette et trouver son nom et ses complices. 
Dans le désert, l’aigle Al Miradjan sauve Séraphin de la mort en lui donnant à boire et lui demande de protéger sa fille. Le moine reprend sa marche, sans se douter que le vizir Ya-Ya a mis également sa tête à prix pour dix mille dinars.
Après les funérailles de Cassim, les Baba s’installent dans la luxueuse demeure du défunt marchand avec Ouria et Morgiane. Cette dernière se rapproche encore plus de Sliman, qui lui annonce qu’il ne veut plus se marier avec Fouzia. Le jeune homme lui offre également un talisman acheté à un mystérieux marchand, qui se révèle être en forme d’aigle, comme l’animal fétiche de son père. L’ambiance dans la maison reste toutefois tendue, le courant ne passant pas entre Yasmina et Ouria, qui désire qu’Ali lui fasse un enfant rapidement après ses trois mois de deuil. Pour l’encourager, Youssef offre un puissant aphrodisiaque au bûcheron.
Au palais, le calife reçoit la visite d’un marin (en réalité un homme de main du vizir Ya-Ya déguisé), qui lui donne une caisse remplie des trois têtes des ambassadeurs, soi-disant envoyées par Charlemagne. Zubayda et le vizir convainquent alors le souverain de mener une guerre contre l’Occident pour punir cet affront.
En graissant la patte du savetier, Toufik apprend le nom et l’adresse d’Ali. Il prévient alors tous ses compagnons, qui, sur ordre du chef, se dissimulent dans des jarres. Malik, déguisé en marchand d’huile d’olive, se présente chez les Baba et demande l’hospitalité. Ali accepte et l’aide à mettre ses jarres dans la cour de la maison. Mais Morgiane reconnaît le voleur malgré son déguisement et découvre la supercherie des récipients. Elle vole alors des scorpions dans la boutique de Youssef et les jette un par un dans les jarres, tuant tous les hommes dissimulés à l’intérieur. Surprise par Malik, la jeune femme tente de le tuer aussi pour venger son père et le blesse, le poussant à s’enfuir et à prévenir sa mère. Zubayda conseille alors à son fils, désormais privé de ses hommes, d’utiliser la ruse et lui donne une potion pour l’aider.
Après avoir rassemblé les voleurs morts, Ali et son fils jettent les corps dans la rivière durant la nuit. Par hasard, ils tombent sur le moine Séraphin, complétement épuisé, et le ramènent chez eux. D’abord méfiants à l’égard de l’étranger, qu’ils savent recherché par le vizir, les Baba apprennent par Morgiane qu’il s’agit d’un ambassadeur venu en mission de paix pour son empereur. Ali apprend aussi que la jeune femme est la fille de son sauveur et que le tapis qu’il a ramené de la caverne (et que Cassim avait conservé dans sa boutique) lui appartient.
Les gardes du vizir se présentent alors à la porte des Baba, les forçant à cacher le moine… dans les airs grâce au tapis de Morgiane, qui s’avère être magique. Par chance, les militaires ne recherchent que les tissus de la boutique pour habiller leurs armées et repartent aussitôt. Séraphin est alors soigné, lavé et nourrit par les femmes, qui lui donnent un remontant, sans savoir qu’il s’agit de l’aphrodisiaque offert par Youssef à Ali. Cette potion rend Séraphin fiévreux et force Ali à prendre un remède chez l’apothicaire grâce à quelques mensonges. Au passage, Youssef dévoile à Ali le plan du vizir Ya-Ya et le meurtre des ambassadeurs par les voleurs, avouant même avoir mis les têtes dans le sel.
De son côté, Malik arpente les rues de Bagdad et finit par tuer un vieux mendiant. Grâce au sortilège de Zubayda, le voleur échange les traits de son visage avec ceux du mort. De passage dans la rue, Ali et les siens découvrent le cadavre du mendiant avec l’apparence de Malik et se croient alors sauvés.
Ali voit ensuite avec plaisir Séraphin se rétablir et espère le voir partir rapidement. Le moine demande alors aux Baba de l’aider à parler au calife, mais son état ne lui permet pas de bouger… ce qui n’est pas sans déplaire à Ouria, sensible au charme de l’étranger qui, en retour, se découvre des sentiments nouveaux. Malik, déguisé en vieillard, se présente à son tour chez les Baba, se faisant passer pour un voyageur alexandrin. Morgiane, de son côté, envisage de partir, afin de ne pas compromettre le mariage et l’avenir de son aimé. Mais Ouria l’encourage à prendre Sliman avec elle et avoue à la jeune femme qu’elle n’épousera pas Ali afin de ne pas briser l’amour qu’il partage avec Yasmina. 
En discutant avec Séraphin, Ali se rend compte que le moine recherche la croix de Charlemagne, croix qu’il avait, par hasard, prise dans la caverne des voleurs. Il finit par la trouver dans la maison de Cassim et la donne au moine. Pour protéger le secret de la caverne et ne pas passer pour un voleur, le bûcheron prétend que sa lampe en fer blanc est magique et qu’elle a le pouvoir de réaliser les souhaits. Il fait alors apparaître la croix devant son hôte, avec la complicité de Morgiane et son tapis volant. Séraphin reste abasourdi par ce miracle, mais est heureux de récupérer son cadeau et décide de partir le lendemain.
Afin de mener leur complot à terme, le vizir et Zubayda envoient le chef des gardes, Mustapha (qui leur est dévoué), ratisser la ville et retrouver l’ambassadeur et lui ordonnent de tuer tous ceux qui auraient pu lui accorder l’hospitalité. 
Attristée par le départ de Séraphin à qui elle s’était attachée, Ouria décide de passer une dernière nuit avec lui. Mais Ali les surprend et se fâche, ce qui vexe Yasmina, y voyant une preuve d’amour pour Ouria de la part de son mari. La colère du bûcheron redouble lorsque son fils et Morgiane annoncent à la famille leur désir de partir et de se marier en Abyssinie. Devant l'attitude du bûcheron, Yasmina décide d’accompagner les deux amoureux et Ouria de partir avec Séraphin.
Au matin, Youssef prévient Ali qu’une traque va se lancer contre l’étranger et l’invite à y participer. S’il accepte en apparence, le bûcheron décide de cacher le moine dans ses écuries, ce qui le réconcilie avec tout le monde. Malgré une fouille attentive de la maison, Mustapha ne trouve par Séraphin. Morgiane suggère alors de parler directement au calife pour le prévenir du complot qui le guette. Mais pour ce faire, il faut aller directement dans le harem, le lieu le plus fermé du palais. Le moine est alors déguisé en femme par les Baba et acheté par un marchand d’esclaves, qui l’emmène au palais. Avant de partir, le moine vole la lampe d’Ali, la croyant magique, et espérant s’en servir en ultime recours si les choses venaient à mal tourner pour lui.
Durant le voyage vers le palais, le marchand d’esclaves est arrêté et contrôlé par Mustapha, qui découvre ainsi l’identité de Séraphin. Le marchand est tué et le moine, acculé, tente de faire appel aux pouvoirs de la lampe. Si elle se révèle inefficace, les pouvoirs de l’aigle Al Miradjan le sauvent en assommant les soldats et en permettant à Séraphin de continuer sa route.
Mais Fouzia, qui a surpris Sliman avec Morgiane et entendu leurs projets de mariage, raconte tout à son père. Ce dernier décide d’écarter Morgiane et envoie un enfant transmettre une fausse demande de rendez-vous de Sliman à la jeune femme. Cette dernière se rend sur place sans se méfier et est enlevée par un soldat du calife qui, sur le conseil de Youssef, l’envoie dans le harem. Sliman, présent au rendez-vous par hasard, est assommé, mais parvient à rentrer chez lui à moitié inconscient et, soigné par Youssef, raconte tout à son père. L’enfant envoyé par l’apothicaire arrive alors en quête d’une récompense promise par Morgiane et apprend aux Baba que Youssef est responsable de l’enlèvement de la jeune femme. L’apothicaire révèle alors ses intentions et la destination de Morgiane et menace aussi Ali de le faire arrêter par le vizir. Mais il finit assommé par Ouria, permettant à Ali de partir pour le palais sur le tapis volant afin de sauver sa protégée.
Au palais, Zubayda tente d’utiliser sa magie pour retrouver Séraphin mais les pouvoirs de son protecteur, Al Miradjan, sont trop puissants pour elle. Au même moment, Morgiane, inconsciente, est emmenée dans les appartements de la sorcière qui a trouvé dans une prophétie que son époux périrait de la main d’une jeune vierge portant un talisman d’aigle. Elle a aussi appris que retirer ce talisman ferait perdre ses pouvoirs au magicien. Zubayda, folle de joie, hypnotise la prisonnière et l’emmène dans les appartements du calife, lui confiant un poignard et lui ordonnant de tuer l’homme qui voudra la toucher. Elle lui enlève aussi son collier, la privant de sa magie.
Au même moment, le tapis et Ali s’écrasent dans le désert et sont retrouvés par Séraphin. Les deux hommes sont toutefois rapidement capturés par Mustapha. Le moine tente alors d’utiliser la lampe qui se révèle, pour la plus grande surprise d’Ali, abriter Kif le Génie, un véritable djinn, qui annonce à Ali qu’il lui accorde trois vœux à exaucer. Le bûcheron ordonne sans hésiter que Mustapha et ses hommes soient assommés, ce que le djinn réalise immédiatement. Grâce aux chevaux dérobés aux gardes, les deux hommes arrivent au palais.
Aux abords de la forteresse, Séraphin demande à Ali d’aller voir le calife en premier, qui n’est ni au courant de l’affaire des voleurs, ni au courant de l’existence du moine. Afin de sauver Morgiane et éviter la guerre, le bûcheron entre au palais et se prépare à dénoncer Ya-Ya. Mais c’est ce dernier qui reçoit Ali qui, pour ne pas éveiller sa méfiance, se fait passer pour un complice de Youssef et lui dit que l’étranger recherché est caché au hammam de la ville. Mais au même moment, les gardes annoncent avoir capturé Séraphin. Trop occupé par cette nouvelle, le vizir abandonne son visiteur. Ce dernier demande alors à Kif le Génie de le faire entrer dans le harem (Kif lui ayant révélé ne pas avoir assez de pouvoirs pour faire venir le calife directement à lui).
Séraphin est emmené aux cachots et est torturé par Ya-Ya et Mustapha, qui l’interrogent sur la puissance de l’armée de Charlemagne. Grâce à son inventivité et son intelligence, le moine parvient à gagner du temps en contant à ses geôliers de puissantes machines de guerre, complétement inimaginables (entre autres des machines volantes pour transporter les soldats et des navires pouvant se déplacer sous la surface de l’eau) mais en réalité toutes sorties de son esprit. Le vizir le fait détacher pour qu’il les lui dessine.
Déguisé en esclave eunuque par les pouvoirs de Kif, Ali entre dans le harem et parvient à trouver Morgiane. Mais, conformément aux ordres de Zubayda, la jeune femme tente de le poignarder. Ali se défend et parvient à lui faire retrouver ses esprits par un choc sur la tête. Au même moment, le calife et sa suite arrivent dans la chambre. Le bûcheron se jette alors à ses pieds et lui déclare qu’un complot se trame contre lui et qu’un innocent est en ce moment même torturé dans son palais. D’abord furieux de cette intrusion dans son harem, le calife accepte d’écouter Ali et ordonne ensuite l’arrestation de Mustapha et de son vizir. Espérant se sauver, Ya-Ya dénonce également l’implication de Zubayda dans le complot, ainsi que ses nombreuses infidélités. Le témoignage de Morgiane et le couteau de Zubayda dans les poches de cette dernière finissent de convaincre le souverain, qui ordonne alors que les traîtres soient tous empalés. 
Plus tard, Séraphin est reçu en grande pompes par le calife et toute sa cour et peut enfin lui offrir la croix de Charlemagne. Pour remercier Ali Baba, le souverain lui propose le poste de Ya-Ya. Mais le bûcheron refuse poliment et repart avec Morgiane, qui a récupéré son talisman et ses pouvoirs, tandis qu’une grande fête est organisée au palais en l’honneur de Séraphin.
De retour chez eux, la famille se retrouve, heureuse que tout se termine bien. Mais ils sont interrompus par Malik, toujours déguisé en vieillard alexandrin. Pour fêter sa victoire, Ali l’invite à sa table et, au cours de la soirée, s’enivre et raconte de manière détaillée le sort des conspirateurs, apprenant, sans le savoir, le sort de Zubayda à son fils. Mais Morgiane finit par se rendre compte de l’imposture de Malik (ce dernier n’a pas partagé le sel comme il est de coutume à Alexandrie) et le tue d’un coup de couteau, révélant ainsi son véritable visage et sauvant les Baba encore une fois.
Quelque temps plus tard, tandis que les noces de Sliman et Morgiane sont célébrées, Ali fait une dernière fois appel à Kif le Génie et lui demande, comme troisième et dernier souhait, de trouver un homme à Ouria, afin qu’elle soit heureuse et puisse, selon ses désirs, fonder une famille. Peu après, cette dernière est rejointe par Séraphin, qui renonce à ses vœux et l’emmène dans son pays où ils vivront heureux et auront deux fils.
De retour dans le présent, Ali arrive enfin au but de son voyage : la caverne des quarante voleurs, toujours remplie de ses trésors. Il transmet alors la formule secrète à Kenza, afin que, plus tard, elle en fasse de même avec ses propres enfants.

## Fiche technique
- Réalisation : Pierre Aknine
- Scénario : Michel Delgado
- Musique : Christophe La Pinta
- Durée : 180 minutes
- Dates de première diffusion :
  - Première partie : 13 octobre 2007 sur la RTBF, 29 octobre 2007 sur TF1
  - Seconde partie : 20 octobre 2007 sur la RTBF, 30 octobre 2007 sur TF1
- Budget : 10 millions d'euros[2]

## Distribution
- Gérard Jugnot : Ali Baba
- Michèle Bernier : Yasmina
- Jean Benguigui : Cassim
- Saïda Jawad : Houria
- Leïla Bekhti : Morgiane
- Fiorella Campanella : Kenza
- Marc Ruchmann : Sliman
- Ken Duken : Séraphin
- Thomas Trabacchi (it) (VF : Éric Herson-Macarel) : Malik
- Hammou Graïa : Ya-Ya le vizir
- Mouss Diouf : le menuisier
- Farida Rahouadj : Zubayda
- Amidou : le Calife
- Karim Belkhadra : Youssef
- David Martins : Toufik
- Hubert Saint-Macary : Al Miradjan
- Doc Gynéco : Kif le Génie
- Luca Ward : Mustapha
- Mohamed Khouyi : Ambassadeur
- Ahmed Farah : Ambassadeur
- Ahmed Reddani : Ambassadeur
- Nicky Marbot : Clodic
- Abdelkader Lofti : le marchand d'esclaves
- Affif Ben Badra : Hassan
- Lucien Layani : le savetier
- Mohamed El Mamoun : fils Al Miradjan
- Mohamed Erritab : fils Al Miradjan
- Bertrand Ello : Eunuque harem
- Mohamed Majd : l'imam
- Yassin Taha : le petit garçon
- Farid Regragui : le chef des sentinelles
- Alain Stern : Mokhtar le cuistot
- Aazam Bahloul : l'aboyeur
- Mohamed Nesrate : le marchand de bijoux
- Abdesselam Bouhasni : le soldat / Marin
- Mehdi El Glaoui : le cadi
- Déborah Amsellem : fille harem
- Olivia Barreau : fille harem
- Mathilde Mosnier : fille harem
- Mahmoudi M'Barek : chef patrouille
- Mostafa Hnini : garde du palais
- Anwar Bounia : paysan
- Mohamed Choubi : paysan
- Mohamed Mahraoui Tziri : acheteur esclave
- Malek Akhmiss : le badaud
- Fadwa El Mamoune : la passante
- Hicham Jamaleddine : le passant
- Faycal Attougui : le voleur
- Pierre Vial : le mendiant
- Hami Belal : le marchand des légumes
- Pierre Aknine : un passant (non crédité)
- Jacques Spiesser : le juge (non crédité)

## Tournage
Le tournage a eu lieu intégralement au Maroc, notamment à Marrakech et Ouarzazate.